# Yo (Excuse Me Miss)
„Yo (Excuse Me Miss)” este o melodie a cântărețului american Chris Brown. Aceasta face parte de pe albumul Chris Brown și a atins poziții de top 10 în SUA, Brazilia, Noua Zeelandă și Australia. De asemenea, „Yo (Excuse Me Miss)” a primit discul de platină în SUA, pentru vânzări de peste un milion de exemplare.

## Remix-uri
- „Yo (Excuse Me Miss)” [D.J. Dime Remix]
- „Yo (Excuse Me Miss)” [Featuring Busta Rhymes & Labba]
- „Yo (Excuse Me Miss)” [Mixtape Mix Featuring Jay-Z & Pharrell]
- „Yo (Excuse Me Miss)” [Mixtape Mix Featuring Red Cafe]
- „Yo (Excuse Me Miss)” [South Rakkas Reggaeton Mix]
- „Yo (Excuse Me Miss)” [Johnny Douglas Remix]

## Prezența în clasamente
„Yo (Excuse Me Miss)”, a fost lansat pe data de 29 noiembrie 2005. Single-ul a debutat pe locul 89 în clasamentul din SUA, Billboard Hot 100, exact în săptămâna în care „Run It!”, a coborât de pe locul 1, fiind detronat de balada „Don't Forget About Us” a cântăreței Mariah Carey. În a opta săptămână, single-ul a urcat în top 10, atingând poziția cu numărul 7, cea mai înaltă poziție obținută de „Yo (Excuse Me Miss)” în acest clasament, devenind al doilea single de top 10 al artistului. Pe plan internațional, single-ul s-a bucurat de un succes mediocru, reușind să intre în top 10 doar în Noua Zeelandă (locul 9) și în Australia (locul 10). În clasamentul mondial, single-ul a atins doar poziția cu numărul 30, acumulând un total de 664 000 de puncte.

## Clasamente
| Clasament                       | Poziția maximă | Referință |
| ------------------------------- | -------------- | --------- |
| Billboard Hot R&B/Hip-Hop Songs | 2              | [ 6 ]     |
| Billboard Hot 100               | 7              | [ 7 ]     |
| New Zealand Singles Chart       | 9              | [ 7 ]     |
| Australian Singles Chart        | 10             | [ 7 ]     |
| UK Singles Chart                | 13             | [ 7 ]     |
| Finland Singles Top 20          | 14             | [ 7 ]     |
| Irish Singles Chart             | 15             | [ 7 ]     |
| Billboard Pop 100               | 16             | [ 8 ]     |
| Swiss Singles Chart             | 34             | [ 7 ]     |
| German Singles Chart            | 56             | [ 7 ]     |